# Rammeihippus turcicus
Rammeihippus turcicus är en insektsart som först beskrevs av Willy Adolf Theodor Ramme 1939.  Rammeihippus turcicus ingår i släktet Rammeihippus och familjen gräshoppor. Inga underarter finns listade i Catalogue of Life.